# O Kýrově vychování

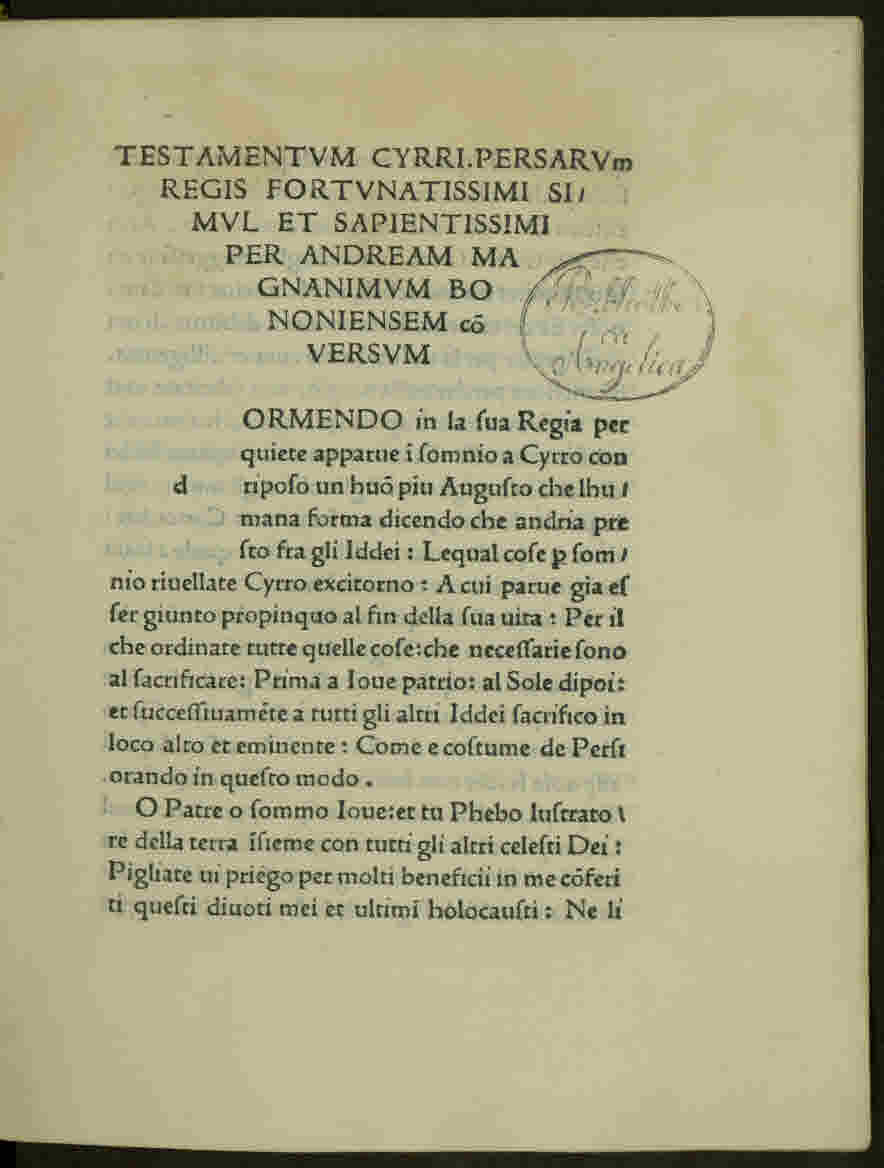
O Kýrově vychování

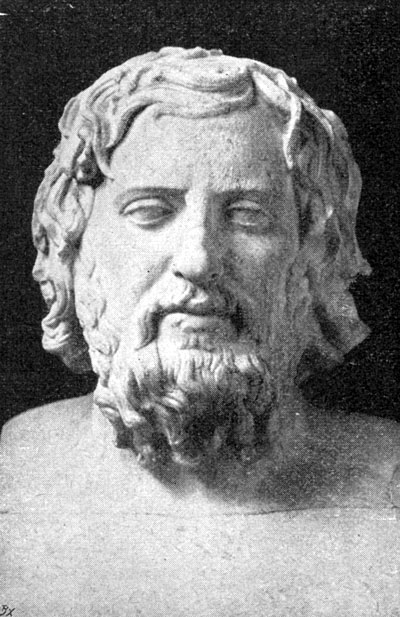
Xenofón, žák Sokratův

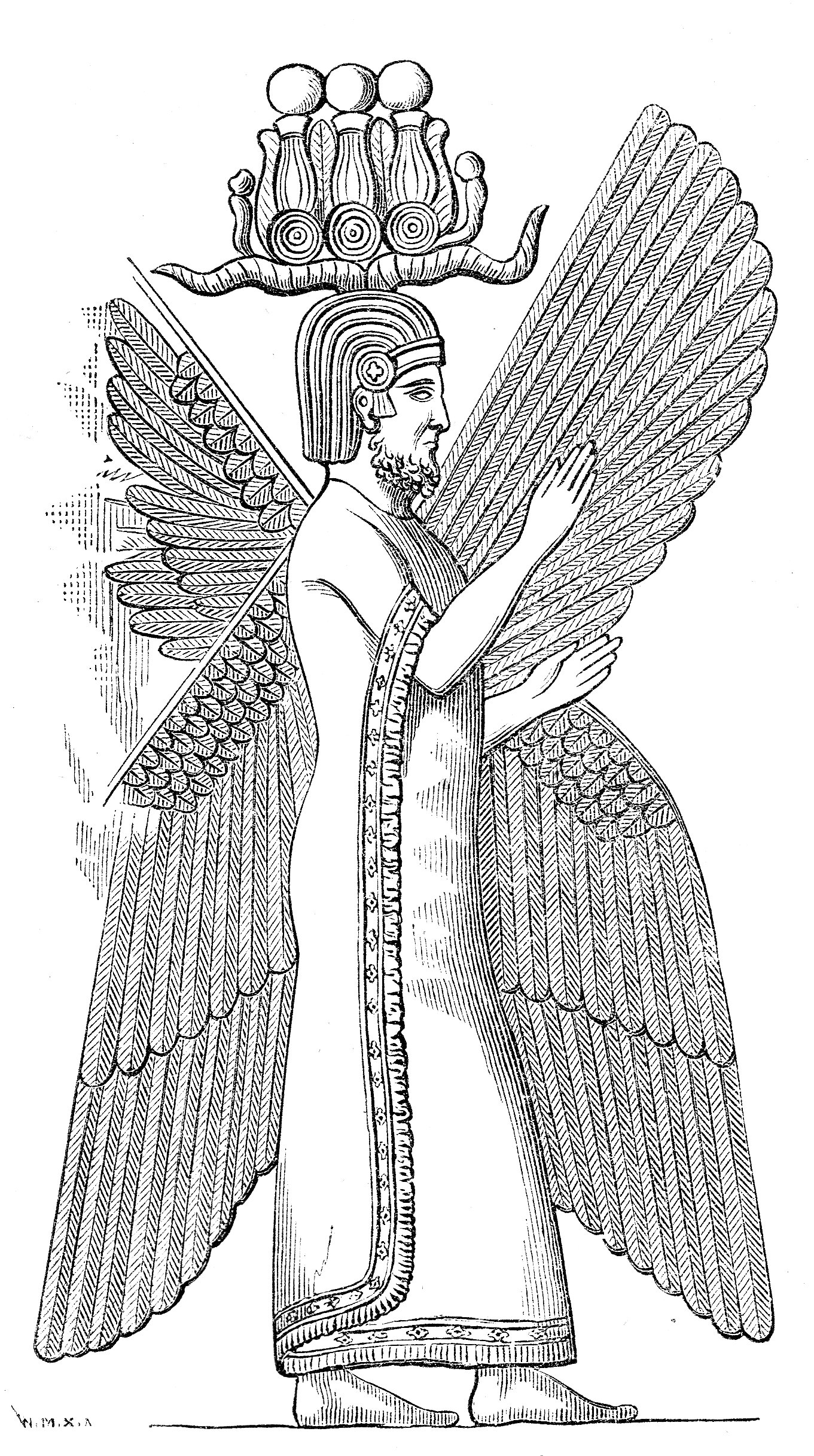
Kýros II. Veliký, perský velkokrál

O Kýrově vychování (v řeckém originále Κύρου παιδεία, latinskou formou používanou mj. v anglofonním prostředí Cyropaedia) je biografický román antického spisovatele Xenofónta pojednávající o životě perského velkokrále Kýra II. Velikého. Nejedná se o klasický životopis, který by se přísně držel historické pravdy, Xenofón se spíše snaží na příkladu velkého muže, za kterého Kýra považoval, čtenáře poučit a vzdělat. Spis byl nejen v antice značně oblíben, k čemuž přispěla i skutečnost, že je psán živým jazykem často využívajícím přímé řeči a veselé historky z Kýrova života. Spis je rozdělen do osmi knih.

## Obsah

### První kniha
V první knize Xenofón vypráví o Kýrově mládí. Popisuje jeho zvídavou a upovídanou povahu, pro kterou ho měli všichni rádi. Nejvíce místa věnuje několika letům, která strávil u svého dědečka médského krále Astyaga. Během těchto let se z Kýra stává jinoch, začíná být zamlklejší, ale také srdnatější. Rád loví divoká zvířata a dokonce prokáže velikou statečnost při malém střetnutí s asyrskými vojáky, kteří chtěli v Médii rabovat. Kýros se nakonec vrací do Persie ke svému otci Kambýsovi, se kterým nakonec vyráží na vojenskou výpravu do Médie, kde hrozí válka s Asýrií. Kniha končí dlouhým rozhovorem mezi otcem a synem o tom, jak má jednat dobrý velitel.
| „ | Při závodech, jaké mládež stejného věku často pořádá, nevyzýval své druhy k soupeření v tom, v čem věděl, že je lepší než oni, ale pouštěl se do toho, v čem si byl dobře vědom svých slabin, a přitom říkal, že to dokáže líp než oni. První vyskakoval na koně, aby za jízdy střílel z luku nebo házel oštěpem, třebaže ještě nebyl pevný v sedle, a když prohrál, sám sobě se nejvíc smál. Měl jízdu na koni rád a porážka ho nikdy neodradila od toho, v čem prohrál, stále znova se pokoušel udělat to líp, a proto brzy své vrstevníky v jezdeckém umění dohonil, ba předhonil. | “ |

### Druhá kniha
V Médii Kýra poučí jeho strýc Kyaxarés o vojenství a Peršané dostanou novou výzbroj. Kýros jedná se svými vojáky bez špetky nadřazenosti či arogance, naopak je zve ke svému stolu a mluví s nimi tu vesele tu vážně. Mladý vojevůdce také slibuje vyšší odměny pro ty, kteří si je zaslouží. Když jedná s poselstvem indického krále, prokáže bystrost a rychlý úsudek. Na konci knihy Kýros vypraví svého vlastního posla k arménskému králi, který nechtěl zaplatit dlužné poplatky.

### Třetí kniha
Arménský král se zalekl a začal shromažďovat své vojsko. Nebylo mu to ale nic platné, protože ho během krátké doby Kýros zajal s celou rodinou. Na naléhání prince Tigrana ho však vzal na milost. Také se mu podaří skončit nepřátelství mezi Armény a Chaldejci. Pošle vyslance do Indie s žádostí o půjčku. Když se vrátí do Médie, je slavně přijat, poté Médové i Peršané společně táhnou do Asýrie. Strhne se bitva před asyrským táborem, která skončí Kýrovým vítězstvím.

### Čtvrtá kniha
Kýros je již od malička poslušný vůči bohům, proto jim nyní děkuje za vítězství. Se svolením strýce Kyaxara pronásleduje prchající nepřátele a je přitom doprovázen řadou Médů. Kýros se opět projevuje jako srdnatý voják a schopný velitel, který více myslí na své vojáky a spojence, nežli na sebe. Peršané se zmocňují nepřátelského tábora a všichni - zejména médští jezdci - se vrací domů s bohatou kořistí. To Kýrovi vnuká myšlenku, že by bylo pro Peršany velice užitečné mít vlastní jízdu.

### Pátá kniha
Kýros si svou kořist nenechává pro sebe, ale rozděluje ji. Podniká pochod do Asýrie a Góbryás při té příležitosti obdivuje perskou střídmost (která je dle Xenofónta vyhlášená). Kýros táhne v blízkosti Babylónu, ale asyrský král nechce bojovat. Ke Kýrovi se postupně přidávají další spojenci, až je nakonec uzavřena dohoda o nepoškozování úrody. Kýros obsadí několik pevností a na jeho pozvání přijíždí jeho strýc Kyaxarés.

### Šestá kniha
Všichni souhlasí pokračovat ve válce a postavit nové pevnosti. Perská jízda je rozšířena a stavějí se válečné vozy. Všichni se připravují na boj s Egypťany, kteří jsou na asyrské straně.

### Sedmá kniha
Oběti bohům jsou příznivé a Kýrovo vojsko vyráží do boje. Egypťané se nakonec čestně vzdávají. Kýros poté dobyl Sardy a zajal lýdského krále Kroisa, který mu vypráví o svých zkušenostech s věštbami. Nakonec však dochází k boji nejzásadnějšímu: Posílen o lýdské vojáky táhne Kýros k Babylónu, který získává bez boje. Babylónští mu sami otvírají brány a vítají ho jako osvoboditele.

### Osmá kniha
Dobytá území a města nikterak nemění Kýrův charakter, naopak v něm utvrzují jeho dobré vlastnosti. Kýros zavádí mnoho nových pravidel a vládne spravedlivě a v pozitivním duchu. Je štědrý, dělí se a neustále si hlídá své muže. Vrací se do Persie a bere si za manželku Kyaxarovu dceru. Poté se vrací zpět do Babylónu. Ustanoví místodržitele jednotlivých zemí (satrapy) a zřídí poštu. Podniká nové výboje na jih a na západ. Když již cítí přicházet smrt, opět (jako po celý svůj život) děkuje bohům a svým dvěma synům doporučuje svornost. Kniha končí Xenofóntovým srovnáním Peršanů doby Kýrovy a své současnosti. Srovnání nevychází pro Xenofóntovy současníky dobře.
| „ | Jen Kýros odešel, hned vznikl mezi jeho syny spor, hned odpadávala města a národy a všechno se obracelo k horšímu. | “ |

## Hodnocení
Xenofón ve svém díle Kýra jednostranně idealizuje. Vidí ho jako ideální vzor panovníka a správce dobytých území. V díle najdeme dvě zcela jednoznačné pasáže, ze kterých je Xenofóntův vztah ke Kýrovi zcela jasný:

1) 

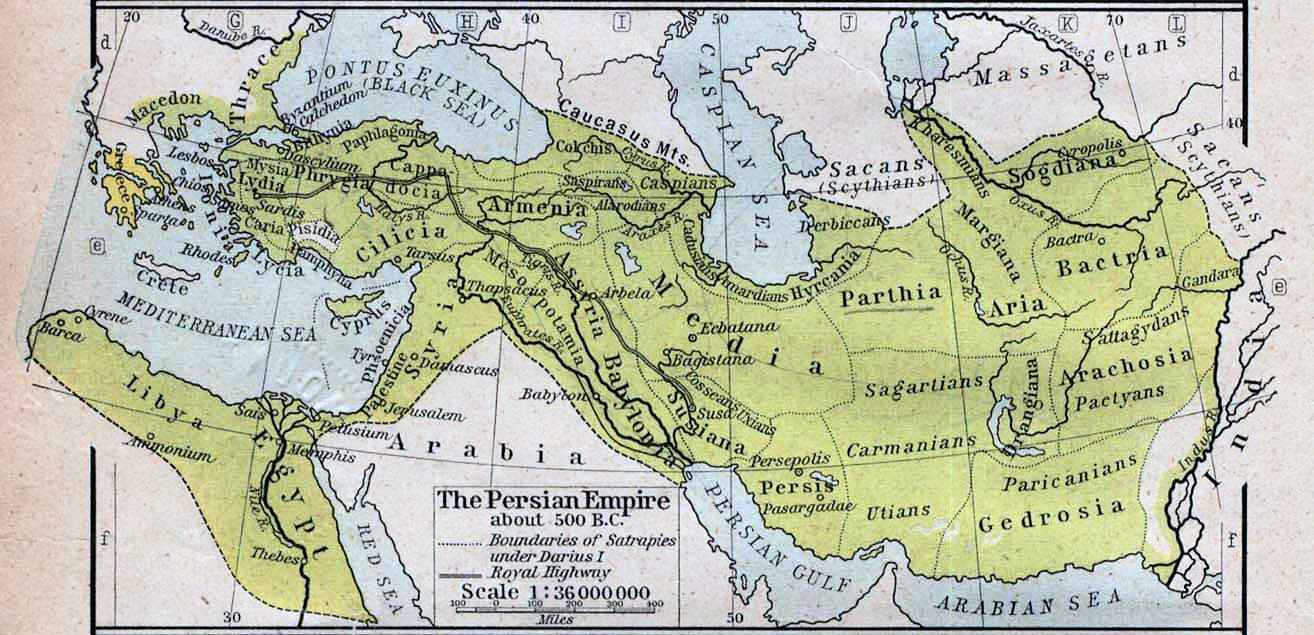
Achaimenovský stát krátce po smrti Kýra II.

| „ | Já považuji tohoto člověka za hodného obdivu a snažil jsem se vyzkoumat, jak ho jeho původ, přirozené sklony a výchova uzpůsobily k vládě nad lidmi. Vše, co jsem o něm zjistil a co si myslím, že o něm vím, to se teď pokusím vyložit. | “ |

2) 
| „ | Příchylnost poddaných ke Kýrovi byla taková, že se každý národ cítil zkrácen, když mu nemohl poslat všechno krásné, co v jeho zemi rostlo, bylo chováno nebo co bylo vytvořeno lidským umem, a každé město i každý jednotlivec věřil, že zbohatne, jestliže se něčím Kýrovi zavděčí. Kýros totiž přijímal od každého jen to, čeho měl dárce nadbytek, a na oplátku dával lidem takové věci, o nichž věděl, že jich mají nedostatek. | “ |

Také je důležité si uvědomit, že neznáme Kýrovo mládí. Xenofóntovo vyprávění o vynikajícím vztahu mezi vnukem (Kýrem) a jeho dědem (médským králem Astyagem) je zřejmě přibarveno. Kýros si Médii podrobil a zda byl Astyagés jeho děd, není zcela jisté (tvrdí to Hérodotos). Každopádně je Kýros II. Veliký pro perské dějiny nesmírně důležitý, coby zakladatel Perské říše.

## Česká vydání
Nejstarší známý překlad z našeho prostředí (nikoliv však český) pochází z roku 1552. Pořídil ho slovenský humanista Johannes Sambucus a v Basileji vydal latinský překlad ukázek spolu s ukázkami z Hellénik. Nejstarší český překlad vytvořil Abraham z Günterrodu (1605). Jeho celý název zní Cyri Paedia: Hodnověrná starožitná historia o chvalitebném ve všelikých knížetcích ctnostech vycvičení a zvedení, o slavných skutcích i vítězných válkách a právě heroitském šlechetném životu Cyra Staršího, prvního monarchy perského, v níž se vypisuje, jakým spůsobem Pán Bůh monarchii kaldejskou skrze Daria medského a Cyra perského krále z Baltazara krále babilonského na medský a perský národ přenésti a monarchiii medskou a perskou zříditi a utvrditi ráčil, od Xenofonta slavného rytíře a filosofa atenského okolo čtyř set let před narozením Krysta Pána řeckým jazykem sepsaná, nyní pak v českou řeč přeložená, k níž i potřební přídavkové k vysvětlení i ku potvrzení jejímu náležející jsou připojeni. Léta Páně MDCV vytištěná jest kniha tato v Starém Městě Pražském u dědicův M. Daniele Adama z Veleslavína. Tento překlad byl znovu vydán Václavem Matějem Krameriem roku 1809 a J. V. Rozumem roku 1856 .
Další překlad pořídil Josef Hrůša pod názvem O Kýrově vychování (Praha, 1940). Pro Antické novely (Praha, 1965) přeložil Ferdinand Stiebitz úryvky (pod názvem Věrná Pantheia). Překlad Václava Bahníka (Svoboda : Praha, 1970) byl pořízen podle vydání W. Gemoll, Institutio Cyri, B. G. Teubner (Lipsko, 1912).